# كوردي غلين
كوردي غلين (بالإنجليزية: Cordy Glenn)‏ هو لاعب كرة قدم أمريكية أمريكي، ولد في 18 سبتمبر 1989 في ريفرديل في الولايات المتحدة.

## وصلات خارجية
- كوردي غلين على موقع إي إس بي إن.كوم (أن.أف.أل)3
- كوردي غلين على موقع مرجع كرة القدم المحترفة.كوم (الإنجليزية)